# Akhnaten (opera)
Akhnaten er en opera af Philip Glass. Operaen handler om farao Akhnaten (Amenhotep IV) og dennes religiøse liv. Operaen blev færdig i 1983 og uropført i 1984 i Stuttgart.